# Belgrade (Minnesota)
Belgrade es una ciudad ubicada en el condado de Stearns en el estado estadounidense de Minnesota. En el censo de 2010 tenía una población de 740 habitantes y una densidad poblacional de 235,16 personas por km².

## Geografía
Belgrade se encuentra ubicada en las coordenadas 45°27′2″N 94°59′59″O / 45.45056, -94.99972. Según la Oficina del Censo de los Estados Unidos, Belgrade tiene una superficie total de 3.15 km², de la cual 3.15 km² corresponden a tierra firme y (0%) 0 km² es agua.

## Demografía
Según el censo de 2010, había 740 personas residiendo en Belgrade. La densidad de población era de 235,16 hab./km². De los 740 habitantes, Belgrade estaba compuesto por el 97.03% blancos, el 0.27% eran afroamericanos, el 0.54% eran amerindios, el 0.41% eran asiáticos, el 0% eran isleños del Pacífico, el 0.14% eran de otras razas y el 1.62% pertenecían a dos o más razas. Del total de la población el 0.95% eran hispanos o latinos de cualquier raza.